# Álvaro Werneck
Álvaro Cordeiro da Rocha Werneck, o Álvaro Werneck, foi um dos fundadores do Botafogo Football Club em 1904. Além disso, foi o goleiro do time na primeira vitória do clube no futebol, 1 a 0 sobre o Petropolitano.
Álvaro Werneck foi o décimo presidente do Club de Regatas Botafogo entre 1920 e 1921, substituindo e sendo substituído por Raul do Rego Macedo, que assumiu o cargo em 1922, um ano antes de Álvaro Werneck voltar ao cargo em 1923. Werneck também foi presidente deste clube que inicialmente fora criado para as competições de remo, mas que desde 1942 o clube é representado pelo Botafogo de Futebol e Regatas, entre 1927 e 1928, pela terceira vez.
Curiosamente, pode-se dizer que Álvaro Werneck foi um dos primeiros homens a participar dos dois Botafogos antes de sua fusão.

## Títulos como jogador
Botafogo
- Troféu Bronze Elihu Root: 1906
- Campeonato Carioca: 1907 e 1912